# Revelations (오디오슬레이브의 음반)
《Revelations》는 미국의 록 슈퍼그룹 오디오슬레이브의 세 번째이자 마지막 스튜디오 음반이다. 이 음반은 2006년 9월 4일, 국제적으로 발매되었고 하루 뒤 미국에서 에픽 레코드와 인터스코프 레코드를 통해 발매되었다. 밴드의 리드 보컬리스트 크리스 코넬은 2007년 2월에 음반 발매 직후 밴드를 떠났고, 이후 같은 해에 해체되었다.

## 배경
오디오슬레이브는 20곡의 곡을 썼고 (그 중 일부는 2005년 투어에서 샘플링되었다) 2006년 1월 초에 스튜디오로 돌아와 녹음을 마쳤다. 크리스 코넬은 1960년대와 70년대 음악에 영향을 받은 《Revelations》를 위해 그의 "70년대 펑크와 R&B 취향의 보컬"을 채택했다. 기타리스트 톰 모렐로는 이 사운드를 "어스 윈드 앤드 파이어가 레드 제플린을 만나다"라고 묘사했다. 음악적으로 이 음반은 오디오슬레이브의 이전 음반과 비슷하지만 반전이 있다. 이 밴드는 음반에 수록된 많은 곡들에 솔과 펑크의 영향을 통합했다. 사랑, 삶, 그리고 손실은 모두 새 음반의 주제이다. 허리케인 카트리나 참사와 조지 W. 부시 등을 소재로 한 〈Wide Awake〉와 같은 노래로 오디오슬레이브의 음악에도 정치 운동이 고개를 들기 시작했다.
모렐로는 "코넬이 이 녹음을 통해 담배를 피우거나 술을 마시거나 마약을 하지 않은 최초의 음반"이라고 언급했다. 그러나 모렐로는 "크리스가 《Out of Exile》 음반을 만드는 동안 술에 완전히 취했어요. 크리스는 또한 《Revelations》를 제작하는 동안 술이 깼고 녹음하기 전에 담배도 끊었습니다. 원본 글로 인해 야기된 혼란이나 우려에 대해 사과드립니다. 금주는 생사의 문제일 수 있으며, 수년 동안 건강을 유지하는 크리스의 용기는 영감을 주었습니다." 밴드는 프로듀서 브렌던 오브라이언이 한 곡을 더 요청했을 때 음반을 완성했다. 다음 날, 그들은 〈Moth〉를 작곡하고 녹음하여 오디오슬레이브가 함께 만든 마지막 곡이 되었다. 크리스 코넬은 그 노래에서 "난 더 이상 네 불 주위를 날아다니지 않을 거야"라고 노래한다.

## 반응
| 전문가 평가                   | 전문가 평가               |
| 총 점수                       | 총 점수                   |
| 출처                          | 점수                      |
| ----------------------------- | ------------------------- |
| 메타크리틱                    | 60/100                    |
| 평가 점수                     |                           |
| 출처                          | 점수                      |
| Allmusic                      | [ 9 ]                     |
| Encyclopedia of Popular Music | [ 10 ]                    |
| Entertainment Weekly          | (B)                       |
| PopMatters                    | [ 12 ]                    |
| Q                             | (#243, Oct. 2006, p. 127) |
| Rolling Stone                 | [ 13 ]                    |
| The Skinny                    | [ 14 ]                    |
| Slant                         | [ 15 ]                    |

《Revelations》는 빌보드 200에 150,631장으로 2위에 올랐다. 이 음반은 전 세계적으로 거의 100만 장이 팔렸다. 이 음반은 미국에서 50,000장, 캐나다에서 50,000장, 호주에서 35,000장(첫 주), 뉴질랜드에서 7,500장(첫 주)의 선적에 대해 골드 인증을 받았다. 첫 두 싱글은 〈Original Fire〉와 〈Revelations〉였다.
2006년 7월 3일에는 팬클럽 회원들과 비팬클럽 경연대회 수상자들을 위한 비공개 듣기 파티가 열렸다. 이 음반은 더 어두운 톤과 주제 코러스를 언급하며 강력한 팬 리뷰를 얻었다. 이 음반은 15개의 리뷰를 바탕으로 메타크리틱에서 100개의 메타 점수 중 60개의 점수를 얻으며 엇갈린 평가를 받았다. 《롤링 스톤》은 "이 12개의 트랙의 대부분은 절대 노래로 분해되지 않는 주기적인 높낮이를 가진 인상적인 구조"라고 썼다.

## 곡 목록
모든 곡들은 오디오슬레이브에 의해 작사/작곡하였다.
| #   | 제목                                | 재생 시간 |
| --- | ----------------------------------- | --------- |
| 1.  | 〈Revelations〉                     | 4:12      |
| 2.  | 〈One and the Same〉                | 3:38      |
| 3.  | 〈Sound of a Gun〉                  | 4:20      |
| 4.  | 〈Until We Fall〉                   | 3:50      |
| 5.  | 〈Original Fire〉                   | 3:38      |
| 6.  | 〈Broken City〉                     | 3:48      |
| 7.  | 〈Somedays〉                        | 3:33      |
| 8.  | 〈Shape of Things to Come〉         | 4:34      |
| 9.  | 〈Jewel of the Summertime〉         | 3:53      |
| 10. | 〈Wide Awake〉                      | 4:26      |
| 11. | 〈Nothing Left to Say but Goodbye〉 | 3:32      |
| 12. | 〈Moth〉                            | 4:57      |

## 인증
| 국가                       | 인증 | 판매량/출하량 |
| -------------------------- | ---- | ------------- |
| 오스트레일리아 (ARIA)      | 골드 | 35,000^       |
| 캐나다 (뮤직 캐나다)       | 골드 | 50,000^       |
| 뉴질랜드 (RMNZ)            | 골드 | 7,500^        |
| 미국 (RIAA)                | 골드 | 500,000^      |
| 영국 (BPI)                 | 실버 | 60,000^       |
| ^출하량을 기반으로 한 인증 |      |               |